# Метод парабол
Ме́тод пара́бол — метод визначення питомого електричного зяраду частинок за їхнім відхиленням у паралельних електричному і магнітному полях.
Метод запропонований у 1910 році Джозефом Джоном Томсоном. Це один із перших мас-спектрометричних методів
Пучок заряджених частинок пропускається через область простору, в якій існують паралельні між собою, але перпендикулярні до пучка електричне і магнітне поле, і падає на фотопластинку, розташовану на певній віддалі. На заряджені частинки діє сила Лоренца: електричне поле змушує частинки відхилятися в напрямку поля, а магнітне поле — рухатися перпендикулярно до поля. Відповідні відхилення
{\displaystyle x={\frac {qE}{mv^{2}}}lL\qquad y={\frac {qB}{mv}}lL},
де x — відхилення вздовж поля, y — поперечне відхилення, q — заряд частинки, m — її маса, v — швидкість, E — напруженість електричного поля, B — магнітна індукція, l — протяжність області, в якій існують поля, L — віддаль до фотопластинки.
При постановці експерименту швидкість частинки невідома величина, тому її можна виключити з рівнянь, отримуючи залежність поперечного відхилення від поздовжнього
{\displaystyle y^{2}={\frac {q}{m}}{\frac {B^{2}}{E}}lLx}.
x та y визначають місця на фотопластинці, в яких заряджена частинка викликатиме потемніння. Вочевидь, слід від заряджених частинок утворює параболу. За характеристиками цієї параболи можна визначити величину питомого заряду частинки q/m.

Якщо потік складається із різних частинок, то на фотопластинці утворюватиметься кілька різних парабол. Таким чином можна розділити різні ізотопи.
Недолік методу — невисока роздільна здатність. Пучок заряджених частинок повинен бути добре сфокусованим, розкид напрямку початкового руху частинок призводить до розмивання ліній.